# Kallipura, Tirumakudal Narsipur
Kallipura là một làng thuộc tehsil Tirumakudal Narsipur, huyện Mysore, bang Karnataka, Ấn Độ.